# Le Tigre et la Neige
Pour plus de détails, voir Fiche technique et Distribution.
Le Tigre et la neige (Titre original : La tigre e la neve) est un film italien réalisé par Roberto Benigni, sorti en 2005.

## Synopsis
Attilio est un homme qui met de la poésie dans sa vie, et rêve chaque nuit à la femme de sa vie. Or, il la rencontre en chair et en os dans une conférence de presse, mais ne parvient pas à la rejoindre : elle s'évapore dans la nuit. Quand il apprend qu'elle est dans le coma à Bagdad, en pleine guerre en Irak, il décide de tout mettre en œuvre pour la sauver.

## Commentaire
Le film, qui a pour décor le Bagdad de la guerre en Irak, est un conte moderne, en partie inspiré de La Belle au bois dormant, par lequel le réalisateur cherche à exalter ce qu'il nomme la plus grande force humaine, l'amour.

## Fiche technique
- Titre original : La tigre e la neve
- Titre français : Le Tigre et la Neige
- Réalisation : Roberto Benigni
- Scénario : Roberto Benigni et Vincenzo Cerami
- Direction artistique : Cosimo Gomez
- Décors : Maurizio Sabatini
- Assistant décorateur :Hakouna Moncef
- Costumes : Louise Stjernsward
- Photographie : Fabio Cianchetti
- Montage : Massimo Fiocchi
- Musique : Nicola Piovani
- Société de production : Melampo Cinematografica
- Budget : 35 000 000 $
- Pays d'origine : Italie
- Format : Couleur - 2,35:1 - 35 mm - Dolby Digital
- Genre : Comédie
- Durée : 114 minutes
- Date de sortie : 
  -  Italie : 14 octobre 2005
  -  France : 14 décembre 2005
  -  Belgique : 29 mars 2006

## Distribution
- Roberto Benigni (VF : Dominique Collignon-Maurin) : Attilio de Giovanni
- Nicoletta Braschi (VF : Danièle Douet) : Vittoria
- Jean Reno (VF : lui-même) : Fuad
- Tom Waits : lui-même
- Emilia Fox (VF : Anna Sigalevitch) : Nancy Browning
- Gianfranco Varetto (VF : Georges Claisse) : Maître Scuotilancia
- Lucia Poli : Signora Serao
- Chiara Pirri : Emilia
- Anna Pirri (VF : Bénedicte Bosc) : Rosa
- Andrea Renzi : docteur Guazzelli
- Abdelhafid Metalsi : docteur Salman
- Steven Beckingham : premier sergent
- Mark McKerracher : officier américain

## Autour du film
- Roberto Benigni nomma son personnage « Attilio » en hommage au poète Attilio Bertolucci (1911-2000), père des célèbres réalisateurs Giuseppe et Bernardo Bertolucci.